# (7221) Sallaba
(7221) Sallaba  es un asteroide perteneciente al cinturón de asteroides, descubierto el 22 de septiembre de 1981 por Zdeňka Vávrová desde el Observatorio Kleť, en República Checa.

## Designación y nombre
Sallaba se designó inicialmente como 1981 SJ.
Más adelante, en 2016 fue nombrado en honor a Jan Sallaba (1775-1827) quien fue el constructor y, a partir de 1821, el director de obras principal de la corte de Schwarzenberg en Český Krumlov. Proyectó y construyó la torre de observación de José en la cima del monte Klet, inaugurada en 1825, así como las glorietas de Cesky Krumlov y Zlatá Koruna.

## Características orbitales
Sallaba orbita a una distancia media del Sol de 2,409 ua, pudiendo acercarse hasta 1,884 ua y alejarse hasta 2,934 ua. Tiene una excentricidad de 0,218 y una inclinación orbital de 1,267° grados. Emplea en completar una órbita alrededor del Sol 1365,94 días.
Pertenece a la familia  de asteroides de (135) Hertha.

## Características físicas
Su magnitud absoluta es 15,07. Tiene 2,596nbsp;km de diámetro. Su albedo se estima en 0,262. El valor de su periodo de rotación es de 2,82 horas.